# جووانی برنودو
جووانی برنودو (فرانسوی: Giovanni Bernaudeau‎؛ زادهٔ ۲۵ اوت ۱۹۸۳) دوچرخه‌سوار اهل فرانسه است.
از باشگاه‌هایی که در آن رکاب زده‌است می‌توان به تیم دوچرخه‌سواری دیرکت انرژی اشاره کرد.